# Діммітт (Техас)
Діммітт (англ. Dimmitt) — місто (англ. city) в США, в окрузі Кастро штату Техас. Населення — 4171 особа (2020).

## Історія
У березні 1890 року землевласникська компанія Bedford Town and Land Company купила землю в центрі округу Кастро для будівництва міста, яке назвали на честь працівника компанії та родича власника фірми. 18 грудня 1891 року Діммітт був обраний адміністративним центром округу. До того моменту в ньому працювали два магазини, поштовий офіс та лікар. Незабаром були збудовані перші готель, школа та баптистська церква. У 1892 році було збудовано першу, дерев'яну будівлю суду округу, яка була знищена пожежею в 1906 році. До 1908 року було завершено цегляну будівлю суду, розпочався випуск першої газети округу Plainsman, відкрито банк. У 1910 році було збудовано цегляну будівлю школи.
У липні 1928 року в місто провели залізницю Fort Worth and Denver South Plains Railway, незабаром Дімміт прийняв статут, почалося формування органів влади, у світ почала виходити нова газета Castro County News. У 1930-х роках було відкрито госпіталь та бібліотеку округу. Дімміт залишався важливим торговим центром округу. Основний дохід місту приносить сільське господарство: виробництво сиропів та інших продуктів з кукурудзи, обробка цибулі, салату, картоплі та моркви, розведення овець та великої рогатої худоби, виробництво хімічних добрив та сільськогосподарського обладнання, а також елеватори та бавовноочисні машини.
У 1942 році неподалік Діммітта був знайдений метеорит, один з 311 визнаних метеоритів, що впали в Техасі.
У 2023 році на одній із молочно-м'ясних ферм міста стався вибух, який спричинив пожежу, внаслідок якої загинуло близько 18 000 голів великої рогатої худоби.

## Географія
Діммітт розташований за координатами 34°32′56″ пн. ш. 102°18′28″ зх. д. / 34.54889° пн. ш. 102.30778° зх. д. (34.548991, -102.307838).  За даними Бюро перепису населення США в 2010 році місто мало площу 8,43 км², з яких 8,16 км² — суходіл та 0,27 км² — водойми.

### Клімат
| Клімат : Діммітт      | Клімат : Діммітт | Клімат : Діммітт | Клімат : Діммітт | Клімат : Діммітт | Клімат : Діммітт | Клімат : Діммітт | Клімат : Діммітт | Клімат : Діммітт | Клімат : Діммітт | Клімат : Діммітт | Клімат : Діммітт | Клімат : Діммітт | Клімат : Діммітт |
| Показник              | Січ.             | Лют.             | Бер.             | Квіт.            | Трав.            | Черв.            | Лип.             | Серп.            | Вер.             | Жовт.            | Лист.            | Груд.            | Рік              |
| Середній максимум, °C | 10,4             | 12,8             | 17,2             | 22,0             | 27,0             | 31,2             | 32,8             | 31,7             | 28,2             | 22,4             | 15,8             | 10,1             | 21,8             |
| Середній мінімум, °C  | −5,9             | −4,5             | −1               | 3,3              | 9,2              | 14,4             | 16,4             | 16,0             | 11,7             | 5,3              | −1,3             | −5,8             | 4,8              |
| Норма опадів, мм      | 16               | 14               | 27               | 27               | 72               | 97               | 55               | 84               | 66               | 46               | 19               | 20               | 542              |
| --------------------- | ---------------- | ---------------- | ---------------- | ---------------- | ---------------- | ---------------- | ---------------- | ---------------- | ---------------- | ---------------- | ---------------- | ---------------- | ---------------- |
| Джерело: NOAA         |                  |                  |                  |                  |                  |                  |                  |                  |                  |                  |                  |                  |                  |

## Демографія
Згідно з переписом 2010 року, у місті мешкали 4393 особи в 1474 домогосподарствах у складі 1122 родин. Густота населення становила 521 особа/км².  Було 1667 помешкань (198/км²).
Расовий склад населення:
| - 63,7 % — білих - 2,5 % — чорних або афроамериканців - 1,1 % — корінних американців - 0,5 % — азіатів - 30,3 % — осіб інших рас |

До двох чи більше рас належало 1,9 %. Частка іспаномовних становила 68,8 % від усіх жителів.
За віковим діапазоном населення розподілялося таким чином: 32,0 % — особи молодші 18 років, 55,2 % — особи у віці 18—64 років, 12,8 % — особи у віці 65 років та старші. Медіана віку мешканця становила 32,5 року. На 100 осіб жіночої статі у місті припадало 97,0 чоловіків;  на 100 жінок у віці від 18 років та старших — 94,3 чоловіків також старших 18 років.
Середній дохід на одне домашнє господарство  становив 61 887 доларів США (медіана — 36 038), а середній дохід на одну сім'ю — 67 917 доларів (медіана — 37 269). За межею бідності перебувало 18,6 % осіб, у тому числі 24,1 % дітей у віці до 18 років та 4,0 % осіб у віці 65 років та старших.
Цивільне працевлаштоване населення становило 1777 осіб. Основні галузі зайнятості: сільське господарство, лісництво, риболовля — 21,7 %, освіта, охорона здоров'я та соціальна допомога — 17,4 %, роздрібна торгівля — 10,5 %, транспорт — 10,2 %.